# چشمه بالنگان
چشمه بالنگان یکی از چشمه‌های شهرستان اقلید در استان فارس است. این چشمه که یکی از سرچشمه‌های رود کر در نزدیکی روستاهای حاجی‌آباد و آسپاس از بخش سده اقلید واقع است.
چشمه بالنگان که از بن کوه بلندی به جوشش می‌آید به طرف صد ملاصدرا راهی می‌شود و از آنجا به طرف سد درودزن سرازیر و آخرین قرار گاهش دریاچه  طشک می‌باشد.
در سالهای اخیر به دلیل بارش کم، آبدهی این چشمه هم تقلیل یافته ولی هنوز مقداری بسیار زیاد آب را به دشت و به طرف سد راهی می‌کند.
اطراف این چشمه درختان بید و در میان این درختان آبگیری عمیق وجود دارد که از کف این آبگیر چشمه‌های زیادی را در حال فوران می‌توان دید که این فوران آب در کف آبگیر منظره بدیعی را به وجود آورده‌است.
چند نوع ماهی از جمله کپور طلایی و قزل‌آلای رنگین کمانی در این آبگیر زندگی می‌کنند.